# Incidente di Three Mile Island
L'incidente di Three Mile Island fu una parziale fusione del nocciolo avvenuto nella centrale nucleare sull'omonima isola, nella Contea di Dauphin, in Pennsylvania, il 28 marzo 1979. Fu il più grave incidente nucleare avvenuto negli Stati Uniti d'America, e ha portato al rilascio di piccole quantità di gas radioattivi e di iodio radioattivo nell'ambiente.
L'impianto era sia di proprietà che gestito dalla General Public Utilities e della Metropolitan Edison (Met Ed). Il reattore coinvolto nell'incidente, l'unità 2, era un reattore ad acqua pressurizzata (pressurized water reactor, PWR) prodotto da Babcock & Wilcox.
L'incidente avvenne esattamente alle ore 4:00 di mercoledì 28 marzo 1979, quando il reattore era ad un regime di potenza del 97%. L'incidente ebbe inizio nel circuito di refrigerazione secondario, con il blocco della portata di alimentazione ai generatori di vapore. Questo blocco portò a un considerevole aumento della pressione del refrigerante nel circuito primario di raffreddamento del nocciolo, causando prima l'apertura di una valvola PORV di rilascio posta sul pressurizzatore, e poi lo SCRAM, l'arresto di emergenza del reattore mediante l'inserimento delle barre di controllo. A questo punto la valvola di rilascio non si richiuse e gli operatori non si resero conto del problema, anche perché non vi era nella strumentazione l'indicazione della reale posizione della valvola. Fu così che il circuito di raffreddamento primario si vuotò parzialmente e il calore residuo del nocciolo del reattore non poté essere smaltito. A causa di ciò il nocciolo radioattivo subì gravi danni. Gli operatori non poterono diagnosticare correttamente cosa avveniva e reagire in maniera adeguata. La strumentazione carente della sala controllo e l'addestramento inadeguato risultarono essere le cause principali dell'incidente.
Durante l'incidente si ebbe una parziale fusione del nocciolo e di conseguenza vennero riportati alcuni gravissimi danni; l'unità 2 fu chiusa e rimane sotto monitoraggio, in attesa delle future azioni di smantellamento.
Venne girato un documentario tuttora su Netflix chiamato Meltdown.

## La catena degli eventi

Schema semplificato del funzionamento dell'unità 2 del reattore di Three Mile Island

Entro i 10 secondi dall'arresto SCRAM, la valvola di rilascio si sarebbe dovuta richiudere. Ciò non avvenne e ci fu una perdita di refrigerante, classificabile come incidente di perdita di refrigerante da piccola rottura (small break LOCA). Gli operatori ritennero, erroneamente, che la PORV si fosse chiusa, dato che era stato inviato il comando di chiusura alla valvola stessa. Tuttavia non vi fu un reale riscontro della chiusura della valvola.
Per rispondere alla perdita di refrigerante, le pompe ad alta pressione dei sistemi di refrigerazione di emergenza automaticamente iniettarono acqua nel circuito primario, che contemporaneamente continuava a perdere refrigerante dalla PORV aperta. In questo modo però la pressione del circuito primario rimase alta, insieme al livello nel pressurizzatore, mentre il livello nel nocciolo del reattore continuava a scendere. In un reattore PWR la pressione dell'acqua è molto importante, dato che viene mantenuta a livelli elevati per impedirne l'ebollizione; d'altro canto, il livello dell'acqua nel pressurizzatore è altresì fondamentale per il controllo del reattore poiché un livello troppo elevato nel pressurizzatore non permetterebbe il controllo della pressione del sistema che tenderebbe ad aumentare, causando la rottura del sistema di raffreddamento.
Gli operatori risposero riducendo il flusso dell'acqua del sistema di emergenza ad alta pressione. Il loro addestramento prevedeva che il livello d'acqua del pressurizzatore fosse l'unica indicazione attendibile della quantità di acqua di raffreddamento nel sistema. Poiché il livello del pressurizzatore stava aumentando, pensarono che il primario fosse troppo pieno di acqua. Il loro addestramento prevedeva che il primario non fosse pieno al 100%, pena la perdita di controllo della pressione nel sistema.
Il vapore prima e l'acqua dopo venivano raccolti in un serbatoio di drenaggio. Quando questo raggiunse la pressione di 13 bar, il disco di rottura si ruppe. A questo punto l'integrità del circuito primario venne persa. Parte dell'acqua cominciò a riversarsi nel sistema di contenimento e venne asportata automaticamente dalle pompe di drenaggio, inviando il liquido agli edifici ausiliari non progettati per accogliere fluidi contaminati.

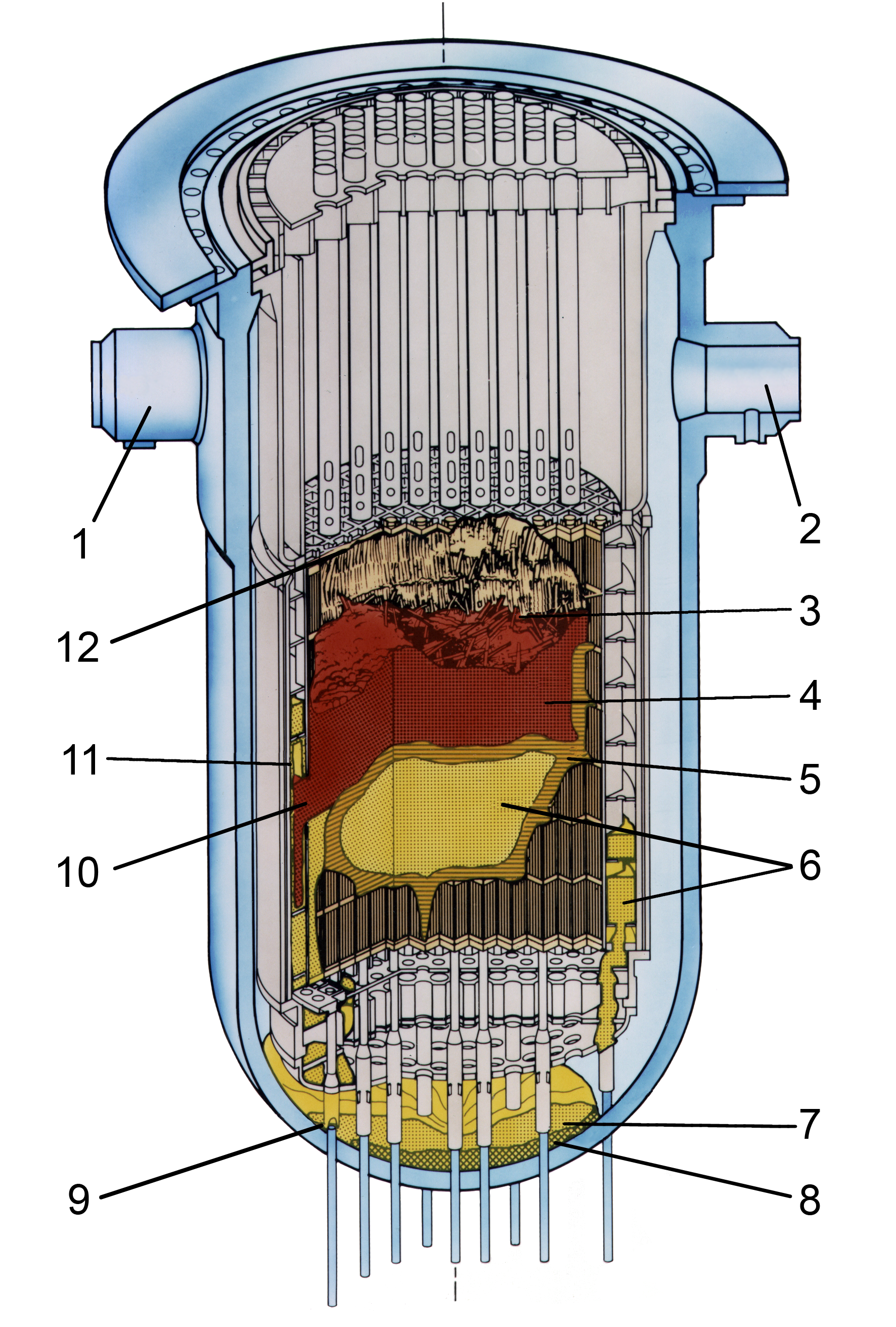
Nuclear Regulatory Commission – Schema del reattore numero 2 della centrale nucleare di Three Mile Island dopo l'incidente nucleare del 28 marzo 1979:1. Conduttura di alimentazione 2B.
2. Conduttura di alimentazione 1A.
3. Cavità.
4. Strato superiore di frammenti del nocciolo parzialmente fusi.
5. Crosta.
6. Materiale fuso.
7. Strato inferiore di ossidi di uranio e zirconio parzialmente fusi.
8. Area potenzialmente povera di uranio.
9. Manicotto per la guida di strumenti all'interno del nocciolo, danneggiato.
10. Buco nella struttura dell'armatura.
11. Strato di materiale fuso nella struttura dell'armatura.
12. Conduttura e griglia superiore, danneggiata.

A seguito della diminuzione della pressione si formò del vapore nel sistema di refrigerazione primario del reattore. La presenza di vapore provocò forti vibrazioni nelle pompe, o cavitazione. Poiché le vibrazioni avrebbero potuto danneggiare le pompe e renderle inutilizzabili, gli operatori decisero di fermarle. Ciò determinò un surriscaldamento del nocciolo del reattore (gli operatori ritenevano il sistema di raffreddamento pieno di acqua a causa dell'indicazione di alta pressione nel circuito). Tuttavia, poiché l'acqua del refrigerante del reattore evaporò a causa della diminuzione della pressione, e inoltre veniva persa dalla PORV aperta, il nocciolo del reattore rimase scoperto, con il risultato che si surriscaldò ulteriormente. Le barre di combustibile si danneggiarono e il materiale radioattivo in esse contenuto contaminò l'acqua del circuito primario.
Alle 6:22 gli operatori chiusero la valvola di blocco fra la valvola di sfiato e il pressurizzatore. Questa azione arrestò la perdita del refrigerante. Tuttavia, la presenza del vapore e dei gas surriscaldati impedì il regolare efflusso di acqua attraverso il sistema di raffreddamento del reattore.
Durante la mattina, gli operatori tentarono di aumentare la portata di acqua nel sistema di raffreddamento del reattore per condensare le bolle di vapore che impedivano il regolare flusso di acqua di raffreddamento. Nel pomeriggio, gli operatori tentarono di abbassare la pressione nel sistema di raffreddamento per tentare di stabilizzare la situazione.
Alla sera, gli operatori iniziarono a iniettare acqua ad alta pressione nel sistema di raffreddamento del reattore per aumentare la pressione e per ridurre le bolle di vapore e idrogeno. Alle 19:50 del 28 marzo, la refrigerazione forzata del reattore fu ristabilita. Avevano condensato il vapore in modo che le pompe potessero funzionare senza vibrazioni eccessive.
I gas radioattivi dal sistema di raffreddamento del reattore si erano accumulati nella parte superiore del vessel (il primo contenitore del nocciolo del reattore).
L'idrogeno accumulato, essendo estremamente leggero, si era raccolto nella parte alta del reattore. Dal 30 marzo al 1º aprile gli operatori rimossero periodicamente l'idrogeno aprendo la valvola di sfiato sul pressurizzatore del sistema di raffreddamento del reattore. Per un certo tempo, i funzionari dell'ente di controllo (NRC) pensarono che la bolla di idrogeno potesse rappresentare un pericolo di esplosione, con evidenti effetti disastrosi sull'integrità del sistema di contenimento.

## Arresto freddo
Dopo un mese di attese, il 27 aprile gli operatori stabilirono la circolazione del refrigerante per convezione naturale; il nocciolo del reattore veniva così raffreddato tramite il movimento per convezione dell'acqua piuttosto che per pompaggio meccanico. L'impianto entrò nella fase di "arresto freddo".

## Smantellamento dell'impianto

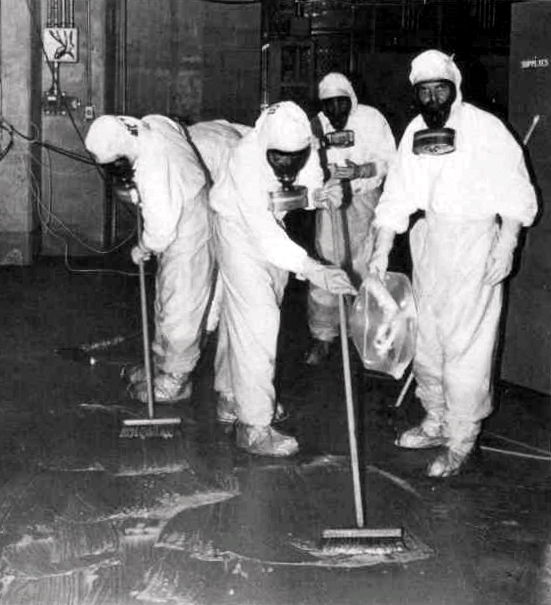
Una squadra di pulizia che lavora per rimuovere la contaminazione radioattiva

Per ultimare la bonifica dell'unità 2 furono necessari 13 anni di lavori. Incominciati nell'agosto del 1979, finirono nel dicembre del 1993, 3 anni dopo la fine prevista dal piano per la bonifica della zona stilato nel 1979. Nella fase finale, dall'ottobre 1985 all'aprile 1990, sono stati rimossi e trattati completamente il combustibile e il corium, stimati per oltre 100 tonnellate, con una spesa di 975 milioni di dollari circa. Ora sono stoccati in contenitori di acciaio (canister) presso i laboratori nazionali dell'Idaho sotto la proprietà e il controllo del Dipartimento dell'Energia americano. La restante parte del sito viene attivamente monitorata fin dalla sua messa in sicurezza e non sono previste ulteriori variazioni almeno fino al 2034, anno in cui è pianificato l'arresto definitivo dell'altra unità ancora in funzione, la numero uno, inattiva per manutenzione ordinaria (ricarica di combustibile) nelle fasi concitate dell'incidente del marzo 1979. Attualmente non sono in corso operazioni significative nel sito, solo sorveglianza e manutenzione: lo smantellamento dell'unità 1 inizialmente era previsto per il 2014 allo scadere dei quarant'anni d'attività, ma già nel 2009 la NRC in accordo con l'esercente dell'impianto ha deciso di posticiparlo al 2034, a 55 anni dall'incidente dell'unità 2, al fine di poterlo svolgere in concomitanza con quello della seconda (2036) al costo ricalcolato il 31 dicembre 2009 di 836,9 milioni di dollari, mentre il fondo attualmente disponibile è di 576,8 milioni. Causa una minore competitività sul prezzo dell'energia prodotta, l'unità 1 viene poi spenta definitivamente il 30 settembre 2019 a mezzogiorno.